# Тестолин, Ренцо
Ренцо Тестолин (итал. Renzo Testolin; род. 28 марта 1968, Аоста) — итальянский политик, губернатор области Валле-д’Аоста (с 2023).

## Биография
С 2013 года — депутат регионального совета Валле-д’Аоста от автономистской партии Союз долины Аосты, в 2018 году переизбран. С 10 декабря 2018 года — заместитель председателя региональной администрации, а также асессор по финансам, производственной деятельности и ремёслам.
16 декабря 2019 года ввиду вынужденной отставки губернатора Антонио Фоссона автоматически стал временно исполняющим обязанности главы региональной администрации.
20-21 сентября 2020 года состоялись региональные выборы, по итогам которых возглавляемый Тестолином список Союза долины Аосты не смог добиться успеха, оставшись на втором месте с результатом 15,8 % голосов, что обеспечило ему 7 депутатских мандатов в региональном совете из 35 (относительного успеха достигла Лига Севера, получившая 23,9 % голосов и 11 мест в парламенте). Поскольку в Валле-д’Аоста губернатор избирается не напрямую, а большинством голосов депутатов регионального совета, формирование правящей коалиции потребовало много времени, в течение которого Тестолин продолжил исполнять свои обязанности.
21 октября 2020 года председателем региональной администрации избран Эрик Лавева.
24 января 2023 года Лавева объявил об уходе в отставку, и обязанности главы региона временно стал исполнять вице-губернатор Луиджи Берчи (Luigi Bertschy).
24 февраля 2023 года в региональном совете состоялась безрезультатная попытка избрания нового главы правительства — при поддержке прежней коалиции кандидатуру Ренцо Тестолина поддержали только 18 из 35 депутатов, что было недостаточно для положительного исхода.
2 марта 2023 года Тестолин избран председателем администрации голосами 19 депутатов регионального совета (оппозиция от участия в голосовании отказалась). Он сформировал администрацию из семи человек. Как не преминула заметить влиятельная газета la Stampa, в новое региональное правительство не вошла ни одна женщина.